# بيت جهلان (حجة)

تعديل مصدري - تعديل

بيت جهلان هي إحدى قرى عزلة جبل عيان بمديرية حجة التابعة لمحافظة حجة، بلغ تعداد سكانها 78 نسمة حسب تعداد اليمن لعام 2004.